# ناثان طلا
ناثان طلا (بالإنجليزية: Nathan Tella)‏ هو لاعب كرة قدم بريطاني في مركز الهجوم، ولد في 5 يوليو 1999 في ستيفينيدج ‏ في المملكة المتحدة. لعب مع نادي ساوثهامبتون.